# Dolmen de Montaymat
Le dolmen de Montaymat est un dolmen situé à La Couvertoirade, dans le département de l'Aveyron en France.

## Description
Le dolmen a été restauré. La chambre est délimitée par trois orthostates. La dalle support côté ouest mesure 1,90 m de long sur 1,10 m de haut et 0,22 m d'épaisseur. La dalle support côté est mesure 2,40 m de long sur 1,10 m de haut et 0,16 m d'épaisseur. La dalle de chevet mesure 0,78 m de long sur 0,65 m de haut et 0,12 m d'épaisseur. La table est brisée en deux parties de respectivement 2,50 m de long sur 1,40 m de large et 0,20 m d'épaisseur et 1,40 m de long sur 1,10 m de large et 0,15 m d'épaisseur. Le dolmen est légèrement décentré dans son tumulus, aux limites peu distinctes, mais il semble être de forme circulaire (10 m de diamètre). Il est  délimité côté sud par trois grosses pierres alignées.
Aucun mobilier archéologique associé n'est connu.